# Zanele Situ
Ntombizanele Situ (Kokstad, Sudáfrica, 19 de enero de 1971-2 de noviembre de 2023), más conocida como Zanele Situ, fue una atleta paralímpica sudafricana de la categoría F54 especialista en lanzamiento de jabalina y la primera atleta de Sudáfrica de raza negra en ganar una medalla de oro en unos Juegos Paralímpicos.

## Carrera
Tuvo sus problemas físicos a partir de los 12 años cuando comenzó a sufrir debilidad física y dificultad para caminar, además de haber contraído tuberculosis y una infección en la espalda que le provocó parálisis en la cuarta vértebra, provocando que a partir de ese entonces necesitara de una silla de ruedas para desplazarse.
Su primera competición fue en el Campeonato Mundial de Atletismo Adaptado de 1998 en Birmingham donde participó en lanzamiento de jabalina y disco, ganando el oro y bronce respectivamente. Su primera aparición paralímpica se dio en los Juegos Paralímpicos de Sídney 2000 donde ganó medalla de oro en jabalina y plata en disco, siendo la primera atleta de Sudáfrica en ser campeona olímpica. En 2002 volvería a ganar el título mundial en jabalina en Lille, pero terminó en cuarto lugar en disco. En 2003 recibió la Orden de Ikhamanga por su aporte al deporte.
Defendería su título olímpico en los Juegos Paralímpicos de Atenas 2004 en lanzamiento de jabalina, pero no pudo acceder al podio en lanzamiento de disco ni lanzamiento de bala, y recibió el Premio al logro Whang Youn Dai por el espíritu olímpico. No pudo ganar medallas en los Juegos Paralímpicos de Pekín 2008 y no fue hasta 2011 que regresó a un podio al ganar la medalla de bronce en el Campeonato Mundial de Atletismo Adaptado en Christchurch, Nueva Zelanda. En los Juegos Paralímpicos de Londres 2012 terminó en cuarto lugar en lanzamiento de jabalina.
En las ediciones del Campeonato Mundial de Atletismo Adaptado de 2013 y 2015 ganaría la medalla de bronce en el lanzamiento de jabalina, y en los Juegos Paralímpicos de Río de Janeiro 2016 lograría su marca personal en lanzamiento de jabalina con una distancia de 17.90, lo suficiente para ganar la medalla de bronce, juegos en los cuales fue abanderada en la ceremonia de apertura.